# Orthogonioptilum falcatissimum
Orthogonioptilum falcatissimum är en fjärilsart som beskrevs av Pierre Claude Rougeot 1917. Orthogonioptilum falcatissimum ingår i släktet Orthogonioptilum och familjen påfågelsspinnare. Inga underarter finns listade i Catalogue of Life.